# Jon Robin Baitz
Jon Robin Baitz (n. 4 de noviembre de 1961) es un dramaturgo, guionista, productor de televisión y actor ocasional estadounidense. Actualmente, Baitz es profesor de la Stony Brook Southamp y de la Nueva Escuela de Nueva York, donde ejerce como director artístico del programa de teatro BFA (Licenciado en Bellas Artes) por sus siglas en inglés. Ha sido dos veces finalista del Premio Pulitzer.

## Primeros años y educación
Baizt fue acogido en el seno de una familia judía en Los Ángeles California, hijo de Edward Baitz, un ejecutivo de la Compañía Carnation. Baizt se crio en Brasil y en Sudáfrica antes de que su familia regresara a Los Ángeles, donde asistiría al Beverly Hills High School. Cuando habla acerca de la influencia que ejerció aquel tiempo en su vida y trabajo, Baitz menciona lo siguiente:
Creo que lo que pasó es que me sentía tan extraño y foráneo que logré adaptarme por medio de la observación. Aprendí un poco de taquigrafía. Porque tú eres un foráneo, un ser extraño, tienes que adaptarte a las costumbres y modales, no solo al lenguaje. Comienzas a sentirte terriblemente excluido, lo que no es para nada bueno y eso al principio tiene efecto en tu escritura. Comienzas este breve diálogo en tu interior sobre el significado de las cosas y de repente tienes veintitantos años y continúas con ese diálogo en un papel.

## Carrera profesional
Después de graduarse de la preparatoria, Baitz no continuó con sus estudios escolares, en vez de eso, trabajó como empleado en una biblioteca y asistente de dos productores y las experiencias que obtuvo en este lugar forjaron las bases para su primera obra de teatro, titulada Mizlandsky/Zilinsky contando con un solo actor. Él diseñó su propio trabajo para su obra de dos actos, The Film Society, acerca del personal de una escuela preparatoria en Sudáfrica.  El éxito que consiguió en 1987 en Los Ángeles lo llevó a participar en la producción de Off- Broadway en compañía de Nathan Lane in 1988, lo que le hizo merecer una nominación al Drama Desk Award en la categoría de Nueva Obra Sobresaliente.
Fue seguido por The Substance of Fire en 1991 con Ron Rifkin y Sarah Jessica Parker, y The End of the Day de Off- Broadway en los Playwrights Horizons en 1992, personalizando a Roger Rees.
Escribió y dirigió la obra de solo dos personajes Three Hotels, basada en sus padres, para una presentación en PBS´s "American Playhouse", en marzo de 1991. El elenco fue conformado por Richard Jordan y Kate Nellingan. Después reformuló el material para una obra de teatro, ganando una nominación de los Drama Desk Awards por Nueva Obra Sobresaliente.
En 1993 escribió en colaboración de Howard A. Rodman The Frightening Fammis , que fue dirigida por Tom Cruise y fue transmitida por televisión como un episodio de la serie Fallen Angels. Dos años después, Henry Jaglom lo llamó para interpretar a un dramaturgo gay que obtiene éxito a una edad temprana(un personaje inspirado en el mismo Baitz), para la película Last Summer in the Hamptons. En 1996 participó como un socio de negocios de Michelle Pfeffer en la película de comedia One Fine Day.
Su semiautobiográfica obra A Fair Country fue presentada en Off- Broadway en el Lincoln Center Mitzi E. Newhouse Theater en 1996. La obra fue una de las tres finalistas para el premio Pulitzer en la categoría de Drama en 1996. El comité de nominación mencionó que la obra de Baitz fue "escrita con mesura, diálogos precisos, caracterizada por personajes contundentes contra el entorno internacional de África, Europa y Centroamérica".
Los subsecuentes trabajos de escena incluyeron Mizlansky/ Zilinsky o "Schmucks", una versión alterna de Mizlansky/ Zilinsky, protagonizada por Nathan Lane, y dirigida por el entonces socio de Baizt, Joe Mantello (1998), una nueva adaptación de Hedda Cabler del dramaturgo noruego Henry Ibsen(su primera puesta en escena fue en L.A Geffen Playhouse con Anette Bening en 1999, después en el Bay Street theater de Long Island con Kate Burton en el 2000, seguido por una producción de Broadway con la misma actriz el año siguiente), Ten Unknows (2001), representada por Donald Sutherland y Julia Margulies, y The Paris Letter (2005) con Ron Rifklin y John Glover. Sus guiones incluyen la adaptación de Substance of fire (1996) con Tony Goldwyng y Timothy Hutton contando con Rifkin y Parker, los actores originales del elenco, y People I Know (2002), que protagonizó Al Pacino.
Su trabajo ocasional para la Televisión lo llevó a escribir series como The West Wing y Alias, que lo llevaron a la posición de creador y productor ejecutivo de Brothers & Sisters un drama de la cadena televisiva ABC TV que se estrenó en septiembre de 2006 y contó con cinco temporadas, culminando en mayo de 2011.
Baitz fue el artista del New School for Drama en estancia por el periodo escolar 2009-2010.
Su obra Other Desert Cities sirvió e apertura para Off- Broadway en el Mitzi E. Newhouse Theater (Lincoln Center) en Nueva York el 13 de enero de 2011, con la participación de Stockard Channing, Linda Lavin, Stacy Keach, Thomas Sadoski y Elizabeth Marvel.
La obra estaba concebida en primera instancia como Love and Mercy. La producción fue transferida a Broadway, exhibida en el Booth Theatre el 3 de noviembre de 2011, con Judith Light remplazando a Lavin y Rachel Griffiths sustituyendo a Marvel.
Baitz escribió el guion de la película Stonewall del año 2015.

## Vida privada
De 1990 al año 2000, Baitz estuvo comprometido con el actor y director Joe Mantello.
Baitz es un devoto judío.

## Trabajos

### Obras de teatro (selectas)
- The Film Society -- 1988[18]
- Three Hotels -- 1993,[19] 1993 Drama Desk Award Outstanding New Play (nominado)[20]
- A Fair Country  -- 1996[8]
- Mizlansky/Zilinsky or Schmucks -- 1998[21]
- Hedda Gabler (adaptación) -- 2001[22]
- Ten Unknowns -- 2001, 2001 Lucille Lortel Award nominee, Obra sobresaliente[23]
- The Paris Letter -- 2005, 2006 Lucille Lortel Award nominee, Obra sobresaliente[24]
- Other Desert Cities -- 2011
- The Substance of Fire -- 1992[25] 2014[26]

### Cine y televisión
- The Frightening Frammis -- Showtime Fallen Angels, televisión, 1993[27][28]
- Last Summer in the Hamptons -- 1995 (actor)[29]
- One Fine Day -- 1996 (actor)[30]
- Substance of Fire -- 1996[31]
- People I Know -- 2003[32]
- Brothers and Sisters -- ABC televisión series, 2006[33]
- The Slap -- NBC miniseries, 2014[34]
- Stonewall -- 2015[35]